# Donji Podgradci
Donji Podgradci so naselje v občini Gradiška, Bosna in Hercegovina. 

## Deli naselja
Desančići, Donji Podgradci, Jokići, Jovac, Kevići, Lukići, Polje, Razljevi in Šor Barajiša. 

## Prebivalstvo
| Pregled števila prebivalcev po letih | Pregled števila prebivalcev po letih | Pregled števila prebivalcev po letih | Pregled števila prebivalcev po letih | Pregled števila prebivalcev po letih | Pregled števila prebivalcev po letih |
| ------------------------------------ | ------------------------------------ | ------------------------------------ | ------------------------------------ | ------------------------------------ | ------------------------------------ |
| 1948                                 | 1953                                 | 1961                                 | 1971                                 | 1981                                 | 1991                                 |
| -                                    | -                                    | -                                    | 937                                  | 1.038                                | 957                                  |

| Narodna sestava prebivalstva po letih                                                                                      | Narodna sestava prebivalstva po letih                                                                                          | Narodna sestava prebivalstva po letih                                                                                        |
| --- | --- | --- |
| 1971 | 1981 | 1991 |
| . skupaj: 937 Srbi 928 (99,03 %) Hrvati 5 (0,53 %) Muslimani 0 (0,00 %) Jugoslovani 2 (0,21 %) drugi in neznano 2 (0,21 %) | . skupaj: 1.038 Srbi 921 (88,72 %) Hrvati 6 (0,57 %) Muslimani 0 (0,00 %) Jugoslovani 87 (8,38 %) drugi in neznano 24 (2,31 %) | . skupaj: 957 Srbi 906 (94,67 %) Hrvati 6 (0,62 %) Muslimani 0 (0,00 %) Jugoslovani 25 (2,61 %) drugi in neznano 20 (2,08 %) |